# East Coast Main Line
 (août 2009).
Si vous disposez d'ouvrages ou d'articles de référence ou si vous connaissez des sites web de qualité traitant du thème abordé ici, merci de compléter l'article en donnant les références utiles à sa vérifiabilité et en les liant à la section « Notes et références ».
La ligne East Coast Main Line, ou ECML (« ligne principale de la côte est »), est l'une des principales lignes de chemin de fer du Royaume-Uni. Elle relie Londres à Édimbourg en Écosse, via York.

## Itinéraire
La définition de l'ECML du Network Rail comprend quatre lignes distinctes :
- la ligne principale entre la gare de King's Cross à Londres et la gare Waverley à Édimbourg, via Stevenage, Peterborough, Grantham, Doncaster, York, Darlington, Durham, Newcastle upon Tyne, Berwick-upon-Tweed et Dunbar ;
- la ligne de Doncaster à Leeds, via Wakefield Westgate ;
- l'embranchement de North Berwick vers Édimbourg, et
- l'embranchement suburbain de la gare de Moorgate à Londres vers Stevenage, via Finsbury Park et la boucle de Hertford.

Dans l'usage général des magazines ferroviaires, on admet que l'ECML se poursuit au nord, le plus souvent le long de la côte est, vers Kirkcaldy, Dundee, Arbroath et Aberdeen. Au nord d'Édimbourg, elle comprend le fameux pont cantilever de Forth Bridge et à Dundee le pont en courbe de Tay Bridge, enjambant tous deux de vastes estuaires.
L'ouverture de la houillère de Selby entraîna une déviation de la ligne entre Colton, juste au sud de York, et Temple Hirst, juste au nord du croisement de l'autoroute M62.
La ligne ECML est l'une des lignes les plus rapides du Royaume-Uni, une grande partie du parcours étant autorisée à 200 km/h, permettant un temps de parcours entre Londres et York de 1h59. Les trains InterCity 225 qui desservent cette ligne seraient aptes à circuler à 225 km/h en service normal si la signalisation était modernisée pour permettre l'augmentation de vitesse. Ils ont circulé lors de marches d'essais jusqu'à 260 km/h. Ces vitesses élevées sont possibles parce que la ligne traverse les régions les plus plates de l'Angleterre, telles que le Lincolnshire et le Cambridgeshire, ce qui permet un tracé rectiligne. Au sud de Leeds/Doncaster, la plus grande partie de la ligne est rectiligne. Par comparaison, la West Coast Main Line doit traverser la vallée de la Trent et les montagnes de Cumbria, ce qui impose plus de courbes et une limitation de la vitesse à 180 km/h (bien que cette situation ait été améliorée récemment par la modernisation de la West Coast Main Line et l'introduction des trains pendulaires Pendolinos, permettant une vitesse de 200 km/h).

## Histoire
La ligne fut construite par morceaux par plusieurs petites compagnies de chemin de fer, mais diverses acquisitions et fusions ont réduit à trois seulement les propriétaires de la ligne, soit du nord vers le sud : le North British Railway, le North Eastern Railway et le Great Northern Railway. En 1860, ces compagnies ont créé un pool de matériel roulant, le East Coast Joint Stock pour exploiter des services avec des véhicules communs. En 1923, toutes les trois se trouvent regroupées dans le London and North Eastern Railway (LNER).
La ligne ECML a été la toile de fond d'un grand nombre de voyages ferroviaires et de locomotives célèbres. La ligne fut parcourue pendant de nombreuses années par les fameuses locomotives à vapeur « Flying Scotsman » et « Mallard » : cette dernière battit officiellement la record du monde de vitesse en traction à vapeur sur le tronçon Grantham - Peterborough, un record qu'elle détient encore à ce jour. Les locomotives à vapeur ont disparu au début des années 1960, pour être remplacées par des machines diesel, d'abord la légendaire locomotive Deltic à deux moteurs, qui reste la plus puissante machine diesel électrique jamais construite au Royaume-Uni. Elle fut ensuite remplacée par l'InterCity 125 ou « HST » (High Speed Train), mis en service entre 1976 et 1981.
Les tranchées et entrées de tunnels juste au nord de King's Cross forment un mémorable décor enfumé dans le film de 1955, Tueurs de dames (The Ladykillers). Dans les années 1950, la ligne apparaît aussi dans une publicité Elizabethan Express. Plus tard, le film policier britannique Get Carter de 1971 décrit un voyage de Londres King's Cross à la gare centrale de Newcastle.
Le 17 mars 1979, le tunnel Penmanshiel, une particularité de la ligne en Écosse, et vulnérable aux inondations, s'effond pendant des réparations, tuant deux travailleurs. Comme résultat, les voies furent recircuitées à l'ouest en plein air, et le tunnel ferme. Les corps des deux victimes y restent à ce jour.
Décision surprenante pour beaucoup d'observateurs de la part d'un gouvernement conservateur, la ligne ECML fut électrifiée sur fonds publics à la fin des années 1980. L'électrification a été achevée à la fin des années 1990, permettant la mise en service des trains InterCity 225 actuels. Des engins diesel circulent encore sur l'ECML - Les Voyager de Virgin (sur les liaisons CrossCountry) et les plus anciennes rames HST assurant des services au nord d'Édimbourg vers Inverness et Aberdeen.
Actuellement, malgré les trains plus rapides et les services plus fréquents, la ligne n'arrive pas à satisfaire la demande. Bien qu'elle ait quatre voies au sud de Peterborough, un sérieux goulet d'étranglement subsiste au niveau des deux voies du viaduc Welwyn, juste au nord de Londres. Il y a aussi une traversée perpendiculaire qui permette le croisement de voies avec la ligne Nottingham-Lincoln juste au nord de la gare de Newark, la seule tel traversée qui reste au Royaume-Uni. Il y eut d'autres critiques - selon le livre de Christian Wolmar, On The Wrong Line, le projet d'électrification de la fin des années 1980 aurait été allégé pour des raisons de coût, au point que l'équipement caténaire n'aurait pas respecté les mêmes normes que pour la WCML. Conséquence directe, il arrive fréquemment lors de vents forts que la caténaire soit abattue à terre, provoquant de sérieux retards.

## Exploitants
Actuellement, le principal exploitant de la ligne est London North Eastern Railway, qui a succédé à Virgin Train East Coast, qui avait elle-même remplacé la compagnie publique East Coast le 1er mars 2015 lors de la re-privatisation de la ligne. Les services Virgin Trains East Coast comprenaient des trains réguliers de King' Cross à Leeds et Édimbourg. Les autres exploitants de services voyageurs sur la ligne sont :
- First Capital Connect: services suburbains entre King's Cross et Peterborough et entre Moorgate et Stevenage via le Hertford Loop
- Hull Trains : entre Kings Cross et Doncaster, se poursuivant jusqu'à Hull,
- Central Trains : entre Grantham et Peterborough, partie du service reliant Liverpool Lime Street et Norwich
- Virgin Trains : les services cross-country au nord de Sheffield sont dirigés soit via Leeds ou via Doncaster. Les trains de Leeds empruntent l'ECML entre Wakefield Westgate et Leeds et à nouveau au nord de York. les trains de Doncaster empruntent l'ECML au nord de Doncaster. Des services occasionnels circulent de Doncaster à Leeds avant de rejoindre l'ECML à York
- East Midlands : entre Doncaster et Leeds, prolongements de services circulant de ou vers Sheffield, Leicester et Londres Saint-Pancras
- TransPennine Express : entre York et Newcastle et entre York et Northallerton avant de quitter l'ECML vers Middlesbrough via Yarm
- Northern Rail: services suburbains de Doncaster à Leeds et Chathill à Newcastle via Morpeth
- First ScotRail : services entre Édimbourg et North Berwick

L'Office du régulateur du rail a autorisé Grand Central Trains à exploiter un service de King's Cross à Sunderland, dont le démarrage est attendu pour 2007[pas clair].
Eurostar détient également des droits pour faire circuler cinq trains par jour sur la ligne pour des liaisons depuis l'Europe continentale vers des destinations au nord de Londres, mais ces services n'ont jamais été activés.